# Gonoreja
Gonoreja (lat. gonorrhoea) ali kapavica je močno razširjena spolno prenosljiva bolezen, ki se večinoma prenaša s spolnim stikom in jo povzroča gonokok, pri kateri nastane na sluznicah spolovil gnojno vnetje z gnojnim izločkom.
Poznana je tudi pod ljudskim imenom »triper«. Ta bolezen je predvsem razširjena med mlajšo starostno skupino in se kaže kot lokalno obolenje sluznice nekaj dni po okuženju. Povzročitelj, bakterija gonokok oz. Neisseria gonorrhoeae, dobro uspeva na toplih in vlažnih delih telesa, kot so na primer nožnica, maternični vrat, sečnica, danka ter grlo, na suhih mestih pa v zelo katkem času odmre. Najpogoste se prenese iz enega partnerja na drugega med spolnim odnosom preko semenske oziroma vaginalne tekočine pri nezaščitenih spolnih odnosih in večinoma prizadane spolne organe. Znaki se pojavijo v dveh do desetih dneh po tem, ko je bilo telo izpostavljeno bakteriji. Moškim se pri okužbi z gonorejo vname sečnica, kar se kaže kot bolečina pri izločanju seča, iz sečnice pa se med sečem pojavlja tudi gnojni izcedek. Po približno dveh tednih preide akutno vnetje v kronično.
Pri ženskah po navadi ni nobenih značilnih bolezenskih znakov, če pa so, gre navadno prav tako za izcedek iz nožnice (gnoj), pekoč občutek pri uriniranju, bolečine med menstruacijo, močnejše kot po navadi, krči in bolečine v spodnjem delu trebuha. Vendar ženska te znake lahko spregleda, saj misli, da se je prehladila, ali pa izcedek zamenja z izcedki pri pogostem vnetju nožnice. Lahko se pojavijo bolečine v grlu, če se je bakterija naselila v tem delu telesa. Okužba, ki se ne zdravi, lahko napreduje na notranja rodila (maternico, jajcevode), kar lahko vodi v neplodnost in izvenmaternično nosečnost. Možno je, da bakterija, ki povzroča gonorejo (gonokok), povzroči tudi okužbo drugih mest izven spolovil in rodil, vendar so ti pojavi zelo redki (zadnjik, veznica, žrelo). Okužena ženska lahko med porodom prenese bolezen tudi na otroka. Pri novorojenčkih poznamo gonorejo očesne veznice. Okužijo se med porodom, če je mati okužena z gonorejo. Za preprečevanje te okužbe v porodnišnicah vsakega novorojenčka zaščitijo s t. i. Credejévimi kapljicami.
Diagnozo gonokokne okužbe postavimo z laboratorijskimi preiskavami odvzete kužnine. Bris vzamejo pri ženskah iz materničnega vratu, pri moških pa iz sečnice in ga pošljejo v laboratorij. Gonokokna okužba se zdravi z antibiotiki (penicilin), bodisi peroralno, vendar mora zdravilo pravilno predpisati zdravnik, ali z injiciranjem. Samozdravljenje se pogosto zaplete s kronično potekajočo boleznijo, ki lahko zapusti trajne posledice. Zdraviti se mora tudi partner, saj se da le tako izogniti ponovni okužbi. Če se bolezen ne zdravi, lahko napreduje v hujšo okužbo, ki okvari reproduktivne organe (temu sledi neplodnost). Če pridejo povzročitelji v kri, lahko hematogeno prizadanejo tudi posamezne sklepe in končno lahko bolezen povzroči težave s srcem, prizadetost kože, artritis in nazadnje tudi slepoto. Za gonorejo zboli približno 1 odstotek prebivalcev, od tega 80 % moških, ki so po navadi mlajši od 25 let.